# Kostîrka, Berîslav
Kostîrka (în ucraineană Костирка) este o comună în raionul Berîslav, regiunea Herson, Ucraina, formată numai din satul de reședință.

## Demografie
Componența lingvistică a comunei Kostîrka
     Ucraineană (92,71%)
     Rusă (6,97%)
     Alte limbi (0,29%)
Conform recensământului din 2001, majoritatea populației comunei Kostîrka era vorbitoare de ucraineană (92,71%), existând în minoritate și vorbitori de rusă (6,97%).